# متلازمة فرسر
فرسر سيندروم (بالإنجليزية: Fraser syndrome)‏ هو عيب خلقي وراثي جسمي نادر، تم تسميته نسبة إلى عالم الوراثة جورج ر. فرسر [الإنجليزية] الذي وصفه عام 1962.

## الأعراض والعلامات
يوصف بأنه خلل متطور يتضمن اختفاء العين وعيب خلقي في تكوين الأنف والأذن والحنجرة والجهاز البولي،أيضا يسبب تخلف عقلي وارتقاع في الأصابع (اتحاد أصابع اليد أو القدم).

## الجينات
الخلفية الجينية للمرض مرتبطة بجين FRAS1 [الإنجليزية]، الذي من الواضح وجودها في الخلايا الطلائية للجلد وتتشكل في المراحل البدائية. مرتبط ب FREM2 وGRIP1 [الإنجليزية]